# Eparchie Faridabad
De eparchie Faridabad (Latijn: Eparchia Faridabadensis) is een Syro-Malabar-katholieke eparchie met als zetel Faridabad, in India. De eparchie behoort niet tot een kerkprovincie. 
De eparchie beslaat een gebied ten noorden en westen van de Indiase hoofdstad Delhi, namelijk het territorium Delhi, de staten Haryana, Punjab en Himachal Pradesh, de unieterritoria Jammu en Kasjmir en Ladakh, en de districten Gautam Buddha Nagar en Ghaziabad in de staat Uttar Pradesh. Dit gebied overlapt met meerdere Latijnse bisdommen. De eparchie omvat enkel de zielenzorg voor Syro-Malabar-katholieke gelovigen in dit gebied. 

## Geschiedenis
De eparchie werd opgericht op 6 maart 2012.  

## Parochies
De eparchie had in 2021 74 parochies met 95 priesters, waaronder 63 paters, die zorgden voor 11.668 katholieken. Hiernaast waren 1040 zusters woonachtig in de eparchie. 

## Bisschoppen
- Kuriakose Bharanikulangara (6 maart 2012 - heden; aartsbisschop op persoonlijke titel)
  - Jose Puthenveettil (hulpbisschop: 30 augustus 2019 - heden)